# Трійник Буве

Модель морського дна навколо трійника Буве

54°17′30″ пд. ш. 1°5′0″ зх. д. / 54.29167° пд. ш. 1.08333° зх. д.
Трійник Буве — геологічний трійник на півдні Атлантичного океану, що знаходиться за 275 км на захід від острова Буве та є точкою з'єднання трьох тектонічних плит — Південноамериканської, Африканської і Антарктичної.
Трійник Буве має тип RRR, тобто тут є з'єднання трьох океанічних хребтів: Серединно-Атлантичного, Західно-Індійського та Американсько-Антарктичного.

## Утворення
Близько 10 мільйонів років тому Серединно-Атлантичний хребет й два глибоких трансформних розломи — Конрад і Буве перетнулись в одній точці. Таким чином було утворено трійник RFF-типу (океанічний хребет—трансформний розлом—трансформний розлом). Розлом Конрад мав розвиток на захід і поєднав кінець Серединно-Атлантичного хребта з Американсько-Антарктичним хребтом. Розлом Буве мав розвиток на схід і з'єднав Серединно-Атлантичний хребет із Західно-Індійським хребтом.
Наразі розломи Конрад і Буве не пов'язані один з одним. Серединно-Атлантичний хребет відступає на північ зі швидкістю 11 мм/рік. Нові ділянки хребтів що розширюються — Американо-Антарктичного і Південно-Індійського — ростуть на північ від східного кінця розлому Конрада і західного краю розлому Буве відповідно, потроху посуваючи трійник.
Нова ділянка Західно-Індійського хребта знаходиться під нещодавно сформованою підводною горою Спайсс.